# Organo della basilica santuario del Carmine Maggiore a Napoli

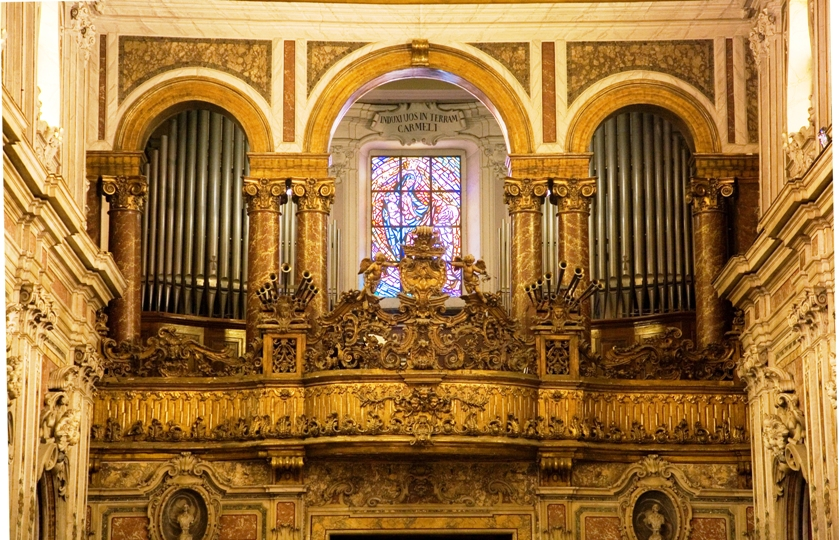
Organo grande della Basilica

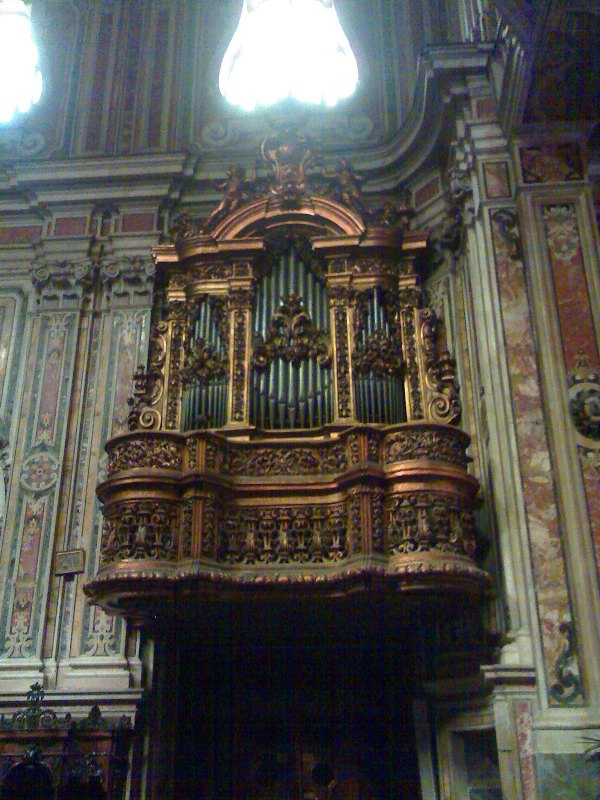
La cassa dell'organo di sinistra della navata, contenente il Corale espressivo (prima tastiera)

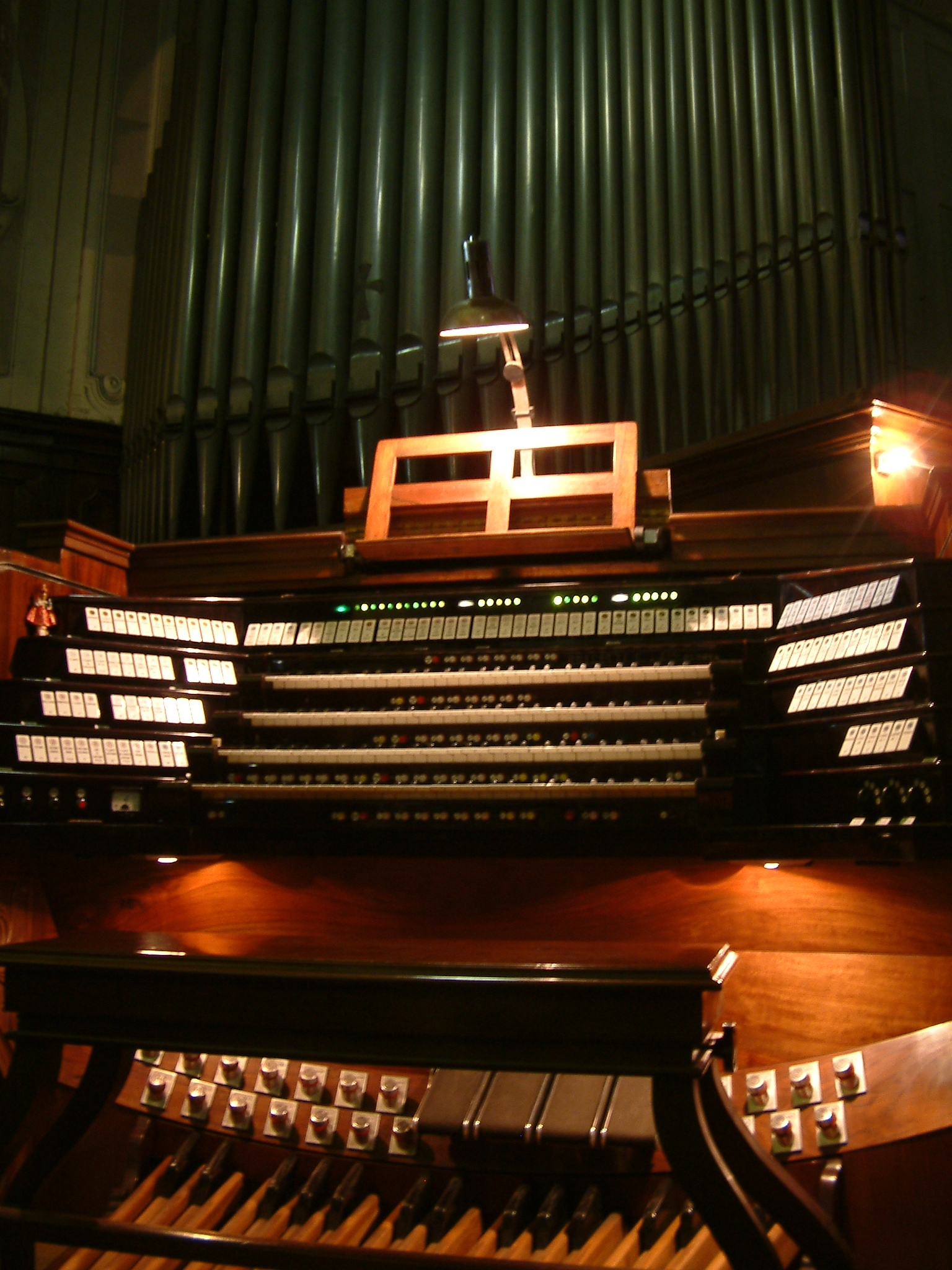
La consolle in cantoria

L'organo della basilica santuario di Santa Maria del Carmine Maggiore a Napoli è uno strumento della ditta Mascia realizzato nel 1907 e posizionato sulla controfacciata della chiesa.

## Storia
Fu fatto costruire nel 1907 per volontà dell'allora rettore del santuario, il carmelitano P. Elia Alleva, su progetto del sacerdote Eduardo Bottigliero e realizzato dalla ditta Francesco Mascia di Napoli.

Il collaudo dello strumento fu eseguito in modo pubblico da Marco Enrico Bossi e Ulisse Matthey nei giorni 10-11-12 luglio 1907 e fu inaugurato il 14 luglio dello stesso anno, con un concerto tenuto dai maestri M.E. Bossi, U. Matthey e sac. Eduardo Bottigliero, richiamando un gran numero di appassionati e fedeli.
Un motore alimentava l'aria che veniva immessa nei mantici dai quali passava nei somieri e poi nelle canne. La vecchia consolle possedeva tre tastiere di 58 tasti e una pedaliera di 30 note sulle quali erano distribuiti 44 registri sonori, comandati sulle diverse tastiere da 99 placchette a bilico e 20 pistoncini di combinazione, doppia registrazione, crescendo generale rotativo, casse espressive.
Questo strumento era dotato di 2.824 canne.
Il primo organista del santuario, Eduardo Bottigliero (autore di un Flos Carmeli alla Vergine Bruna), con il maestro Franco Michele Napolitano realizzò le prime trasmissioni di musica per organo per l'EIAR (Rai) nelle domeniche dal marzo 1938 al dicembre 1942, permettendo la diffusione della musica per organo in tutta Italia.
Nel 1939, per l'inaugurazione dei restauri del soffitto, fu eseguito un gran concerto alla presenza di Maria Josè del Belgio principessa di Piemonte, poi la guerra interruppe questa tradizione e l'organo cadde nel silenzio.
Durante la seconda guerra mondiale la chiesa era senza soffitto a causa dell'esplosione di una nave carica di munizioni nel porto.
Dal 1941 divenne organista titolare il maestro Vincenzo Marchetti, che ebbe l'onore di accompagnare i più grandi cantanti del tempo, come Beniamino Gigli che cantò per le quaranta ore del 1952. Sempre nell'anno 1952 si susseguirono Tito Schipa, Mario del Monaco, Enzo De Mura Lomanto, Mino Cavallo, Gianni Raimondi, Ettore Bastianini, Elena Suliotis, Raina Kabaiwanska, con i direttori: Oliviero De Fabritiis, Pasquale De Angelis, Giacomo Maggiore, Joseph Grima e le masse corali e orchestrali del Teatro San Carlo; infine ricordiamo gli organisti: Giovanni Tebaldini, Domenico D'Ascoli, Arturo Sacchetti, Adamo Volpi, P. Gaetano Postiglione, Gennaro D'Onofrio, Mariavaleria Briganti, Grazia Salvatori, P. Stefano Romano.
Nel 1973 l'organo è stato ammodernato dalla Fabbrica Organi Ruffatti di Padova, che lo ha fornito di trasmissione elettrica ed ha aggiunto nuovi registri e lo ha collegato all'organo barocco.

## Descrizione
L'organo della basilica santuario di Santa Maria del Carmine Maggiore è a trasmissione elettrica e conta 66 registri.
Lo strumento si articola in tre corpi differenti situati in altrettanti luoghi della chiesa:
- sulla cantoria in controfacciata, si trovano il Grand'Organo (seconda tastiera), l'Espressivo (terza tastiera), il Solo espressivo (quarta tastiera) e il Pedale, con doppia mostra ceciliana composta da canne di principale con bocche a scudo allineate;
- sulla cantoria nell'ultima cappella di destra della navata, entro la cassa barocca dell'originario organo del 1714 costruito da Felice Cimmino, si trova il Positivo barocco (prima tastiera) con la relativa sezione del Pedale, con propria consolle a finestra indipendente;
- sulla cantoria sul lato opposto, entro una cassa coeva e gemella, si trova il Corale espressivo (prima tastiera).

L'organo possiede due consolle gemelle, una sulla cantoria in controfacciata e una a pavimento nei pressi del presbiterio; ciascuna dispone di quattro tastiere di 61 note ciascuna e di pedaliera concavo-radiale di 32 note, con i registri azionati da placchette a bilico con nomi incisi disposte ai lati dei manuali e sopra di essi.
Di seguito la disposizione fonica:
| I - Corale espressivo |    |
| Principale            | 4' |
| Dulciana              | 8' |
| Flauto                | 4' |
| Campane               |    |

| I - Positivo barocco |        |
| Principale           | 8'     |
| Ottava               | 4'     |
| XV                   | 2'     |
| XXII                 | 1.1/3' |
| Ripieno 2 file       | 1/2'   |
| Flauto               | 8'     |
| Flauto in V          | 2.2/3' |
| Voce umana           | 8'     |
| Tremolo              |        |

| Pedale al Positivo |     |
| Contrabbasso       | 16' |
| Ottava             | 8'  |

| II - Grand'Organo |        |
| Principale        | 16'    |
| Principale forte  | 8'     |
| Principale dolce  | 8'     |
| Principalino      | 4'     |
| Duodecima         | 2.2/3' |
| XV-XXII           | 2'     |
| Ripieno 5 file    | 1.1/3' |
| Flauto            | 8'     |
| Flauto armonico   | 4'     |
| Flauto in XII     | 2.2/3' |
| Cornetto 4 file   | 4'     |
| Dulciana          | 8'     |
| Unda maris        | 8'     |
| Tromba            | 8'     |
| Tromba            | 4'     |

| III - Espressivo      |        |
| Bordone               | 16'    |
| Principale            | 8'     |
| Principalino          | 4'     |
| Ripieno dolce 5 file  | 2'     |
| Bordone               | 8'     |
| Flauto armonico       | 4'     |
| Nasardo               | 2.2/3' |
| Ottavino              | 2'     |
| Terza                 | 1.3/5' |
| Salicionale           | 8'     |
| Concerto viole 2 file | 8'     |
| Fagotto               | 8'     |
| Oboe                  | 8'     |
| Voci corali           | 8'     |
| Tremolo               |        |

| IV - Solo espressivo |        |
| Diapason             | 8'     |
| Corno di notte       | 8'     |
| Principale           | 4'     |
| Flauto ottaviante    | 4'     |
| Flauto in selva      | 2'     |
| Sesquialtera 2 file  | 2.2/3' |
| Cimbalo 3 file       | 1/3'   |
| Voce celeste 2 file  | 8'     |
| Tromba               | 8'     |
| Clarino              | 8'     |
| Corno inglese        | 8'     |
| Tremolo              |        |

| Pedale          |        |
| Acustico        | 32'    |
| Contrabbasso    | 16'    |
| Principale      | 16'    |
| Basso           | 8'     |
| Principalino    | 4'     |
| Ripieno 6 file  | 2.2/3' |
| Bordone         | 16'    |
| Subbasso        | 8'     |
| Flauto armonico | 4'     |
| Violone         | 16'    |
| Violoncello     | 8'     |
| Bombarda        | 16'    |
| Tromba          | 8'     |
| Tromba          | 4'     |